# Surfing Walk of Fame
Der Surfing Walk of Fame ist ein Gehweg in Huntington Beach, Kalifornien.
Er beginnt am Pacific Coast Highway und verläuft entlang der Main Street von Huntington Beach. Derzeit (Stand: Dezember 2018) sind dort 162 Gedenktafeln in den Weg eingelassen, mit denen prominente Surferinnen und Surfer geehrt werden, die eine wichtige Rolle in der internationalen Surfszene spielten. In Anlehnung an die Sterne des Hollywood Walk of Fame sind in die Steinplatten der Name des geehrten Surfers, die Kategorie und das Jahr der Ernennung eingraviert.
Der Surfing Walk of Fame wird unter anderem von den Sponsoren Billabong, Hurley, Jack’s Surfboards, O’Neill, Quiksilver, Rip Curl, Vans, Volcom und die World Surf League (WSL) unterstützt. Er ist neben der Surfers Hall of Fame die wichtigste Gedenkstätte für Surfer.

## Geschichte

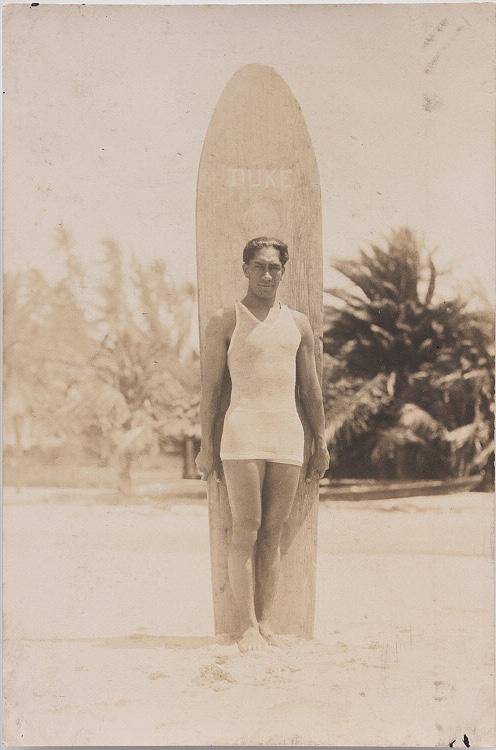
Duke Kahanamoku (1915)

Der Surfing Walk of Fame wurde im Jahr 1994 von ehemaligen Profisurfern und Mitgliedern des International Surfing Museums in Huntington Beach ins Leben gerufen und ist dem hawaiianischen Surf-Pionier Duke Kahanamoku gewidmet. Seit dem Gründungsjahr werden einmal jährlich Surferinnen und Surfer in sechs unterschiedlichen Kategorien geehrt.

## Kategorien
Surfer können in einer der folgenden Kategorien geehrt werden:
- Surf-Pionier
- Surf-Champion
- Surferin des Jahres
- Förderer der Surf-Kultur
- Lokalheld
- Ehrenrolle

## Ernennungen
Die erste Ehrung galt dem legendären Surf-Pionier Duke Kahanamoku aus Hawaii.
- 1994 Duke Kahanamoku

### Surf-Pioniere
- 1994 Tom Blake
- 1995 Phil Edwards
- 1996 Greg Noll
- 1997 Dale Velzy
- 1998 Doc Ball
- 1999 George Downing
- 2000 Eddie Aikau & Gerry Lopez
- 2001 Rabbit Kekai
- 2002 Miki Dora
- 2003 Mike Doyle
- 2004 Pat Curren
- 2005 Buffalo Keaulana
- 2006 Mickey Munoz
- 2007 George Greenough
- 2008 Buzzy Trent & Wayne Lynch
- 2009 Fred Hemmings
- 2010 Dewey Weber
- 2011 Skip Frye
- 2012 Michael Peterson & Dick Brewer
- 2013 Donald Takayama
- 2014 Randy Rarick
- 2015 Paul Strauch

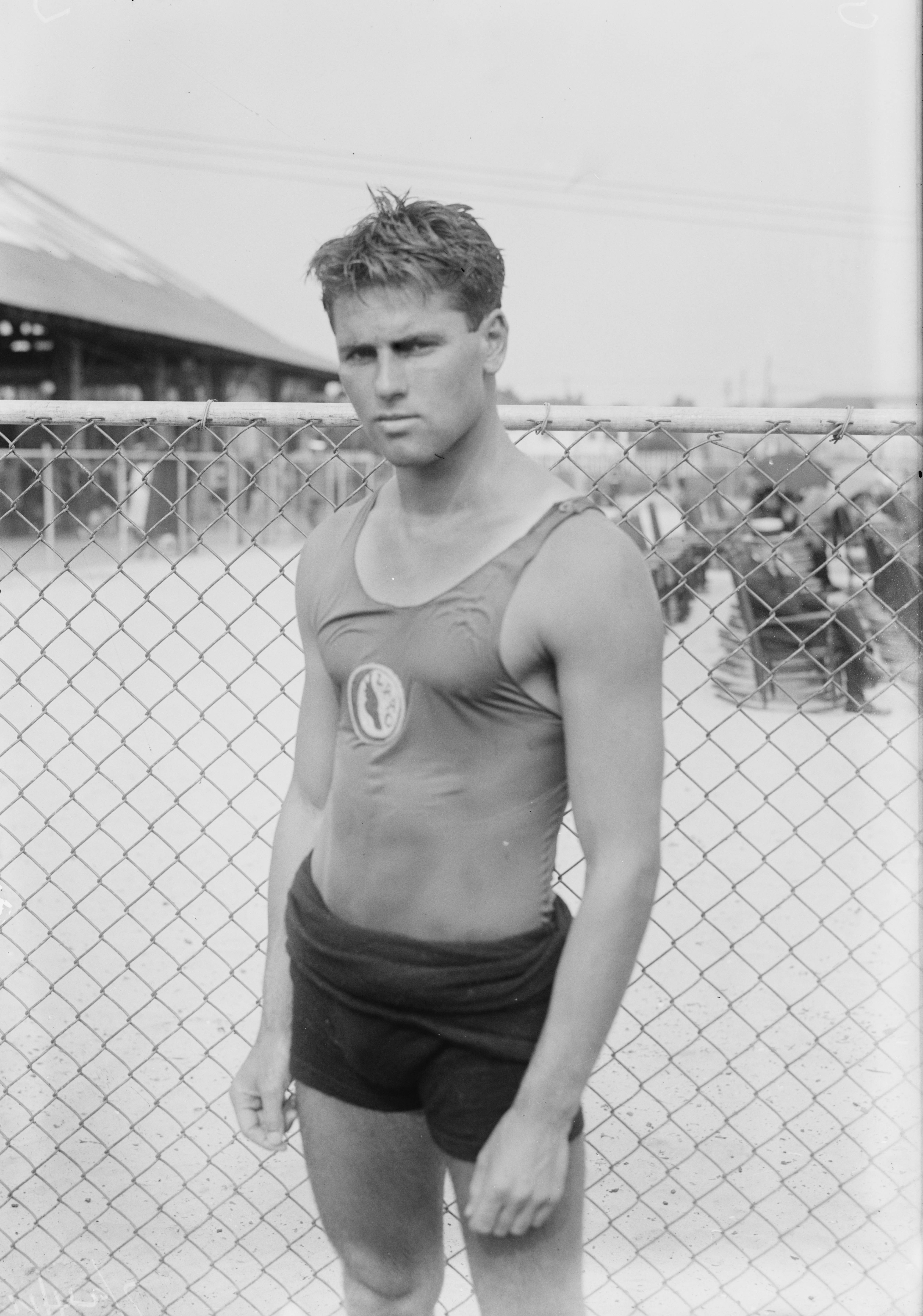
Tom Blake (1922)

- 2016 Joey Cabell & Lorrin „Whitey“ Harrison
- 2017 Jeff Hakman
- 2018 Ben Aipa
- 2019 Reynolds „Renny“ Yater
- 2020 -
- 2021 Mike Tabeling
- 2022 Lance Carson
- 2023 Dick Metz
- 2024 Bing Copeland
- 2025 Barry Kanaiaupuni

### Surf-Champions
- 1994 Mark Richards (AUS)
- 1995 Tom Curren (Ca, USA)
- 1996 Nat Young (AUS)
- 1997 Shaun Tomson (ZAF)
- 1998 Peter „PT“ Townend (AUS)
- 1999 Tom Carroll (AUS)
- 2000 Mark Occhilupo (AUS)

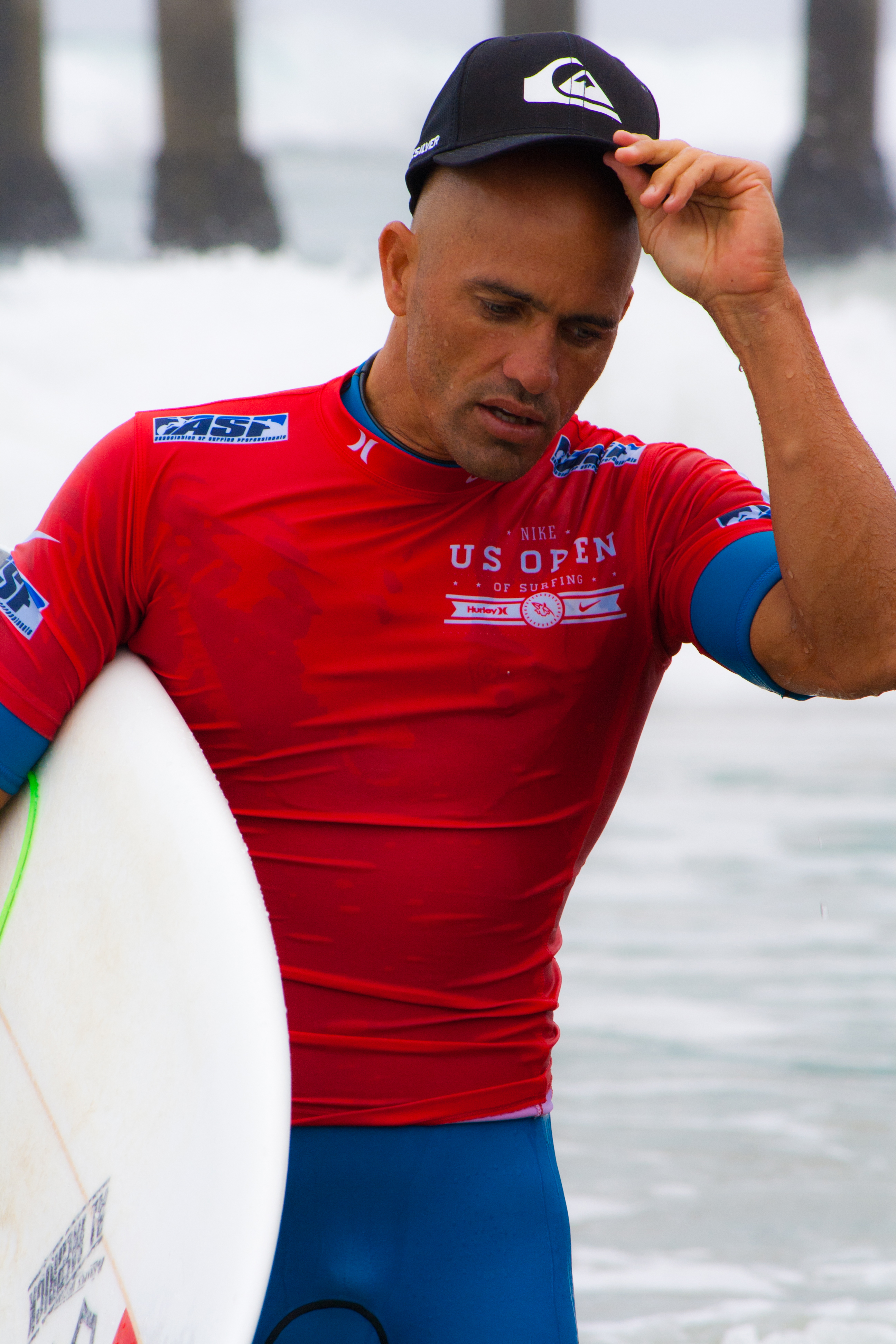
Kelly Slater (2012)

- 2001 Wayne „Rabbit“ Bartholomew (AUS)
- 2002 Kelly Slater (Fl, USA)
- 2003 Martin „Pottz“ Potter (ZAF/UK)
- 2004 Corky Carroll (Ca, USA)
- 2005 David Nuuhiwa (Hi, USA)
- 2006 L.J. Richards (Ca, USA)
- 2007 Midget Farrelly (AUS)
- 2008 Andy Irons (Hi, USA)
- 2009 Mark Martinson (Ca, USA)
- 2010 Sunny Garcia (Hi, USA) &
- 2010 Ian Cairns (AUS)
- 2011 Rob Machado (AUS/USA)
- 2012 Michael Ho (Ca, USA)
- 2013 Taylor Knox (Ca, USA)
- 2014 Larry Bertlemann (Hi, USA)
- 2015 Reno Abellira (Hi, USA)
- 2016 Clifton James „C.J.“ Hobgood (Fl, USA)
- 2017 Barton Lynch (AUS)
- 2018 Mick Fanning (AUS)
- 2019 Derek Ho (Hi, USA) &
- 2019 Joel Tudor (Ca, USA)
- 2020 -
- 2021 Damien Hardman (AUS)
- 2022 Brett Simpson (Ca, USA)
- 2023 Cheyne Horan (AUS)
- 2024 Felipe Pomar (PE)
- 2025 Dale Dobson (Ca, USA)

### Surferin des Jahres
- 1994 Joyce Hoffman (Ca, USA)
- 1995 Margo Oberg (Pa, USA)
- 1996 Rell Sunn (Hi, USA)
- 1997 Linda Benson (Ca, USA)
- 1998 Frieda Zamba (CRI)
- 1999 Jericho Poppler (Ca, USA)
- 2000 Nancy Katin (Ca, USA)
- 2001 Janice Aragon (Ca, USA)
- 2002 Kim Mearig (Ca, USA)
- 2003 Marge Calhoun (Ca, USA)
- 2005 Kim Hamrock (Ca, USA)
- 2004 Lisa Andersen (Fl, USA)
- 2006 Layne Beachley (AUS)
- 2007 Mimi Munro (Fl, USA)
- 2008 Lynne Boyer (Ca, USA)
- 2009 Wendy Botha (ZAF/AUS)
- 2010 Candy Calhoun (Fl, USA)
- 2011 Debbie Beacham (Ca, USA) &

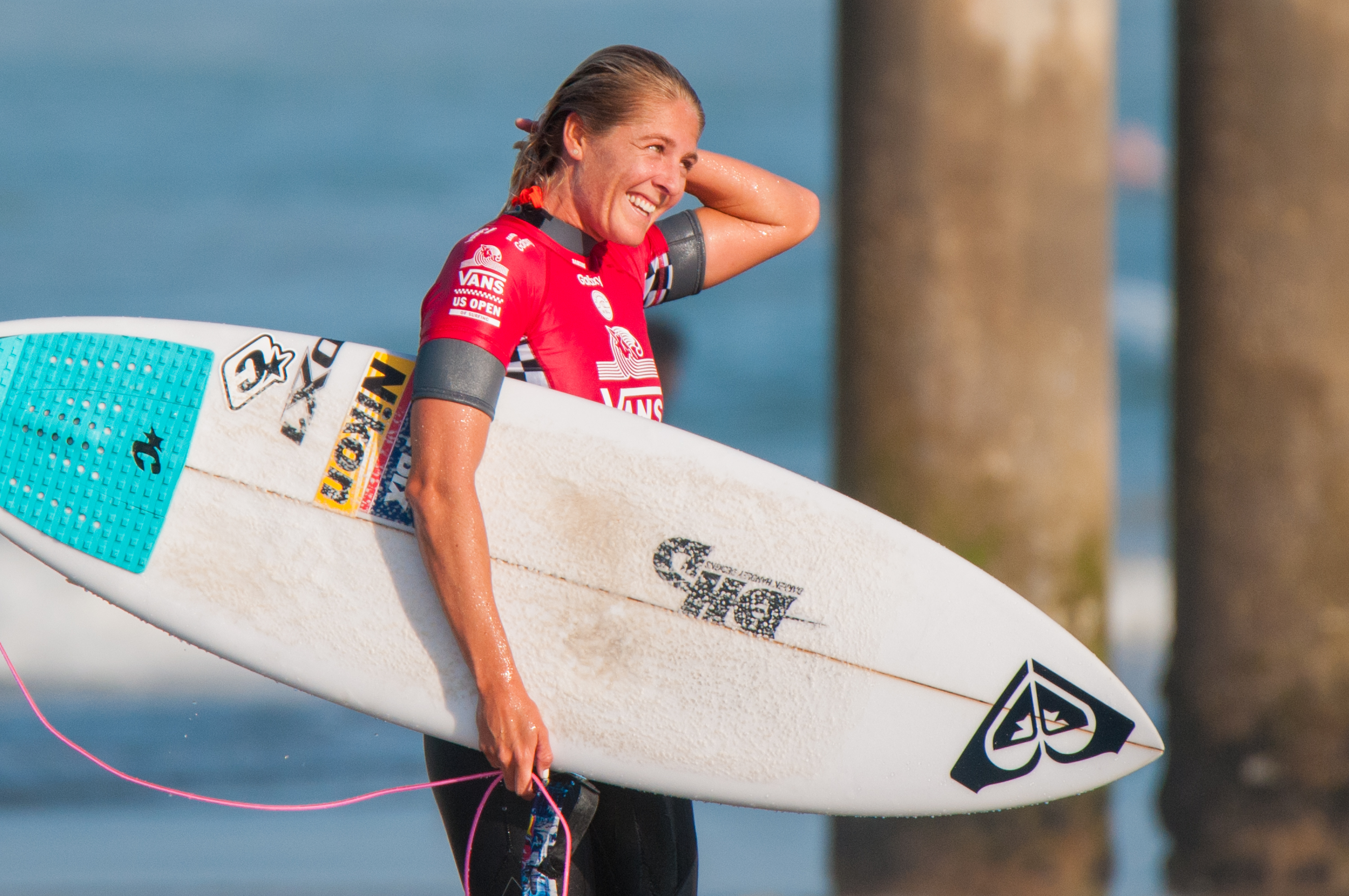
Stephanie Gilmore (2016)

- 2011 Kathy „Gidget“ Kohler Zuckerman (Ca, USA)
- 2012 Alisa Schwarzstein-Cairns (AUS)
- 2013 Sharron Weber (Ca, USA) &
- 2013 Keala Kennelly (Hi, USA)
- 2014 Phyllis O’Donnell (AUS)
- 2015 Sofía Mulánovich (PER)
- 2016 Mary Lou Drummy (Ca, USA)
- 2017 Pam Burridge (AUS)
- 2018 Stephanie Gilmore (AUS)
- 2019 Courtney Conlogue (Ca, USA)
- 2020 -
- 2021 Carissa Moore (Hi, USA)
- 2022 Jodie Cooper (AUS)
- 2023 Pauline Menczer (AUS)
- 2024 Sally Fitzgibbons (AUS)
- 2025 Nea Post (Ca, USA)

### Förderer der Surf-Kultur
- 1994 Bruce Brown (Dokumentation)

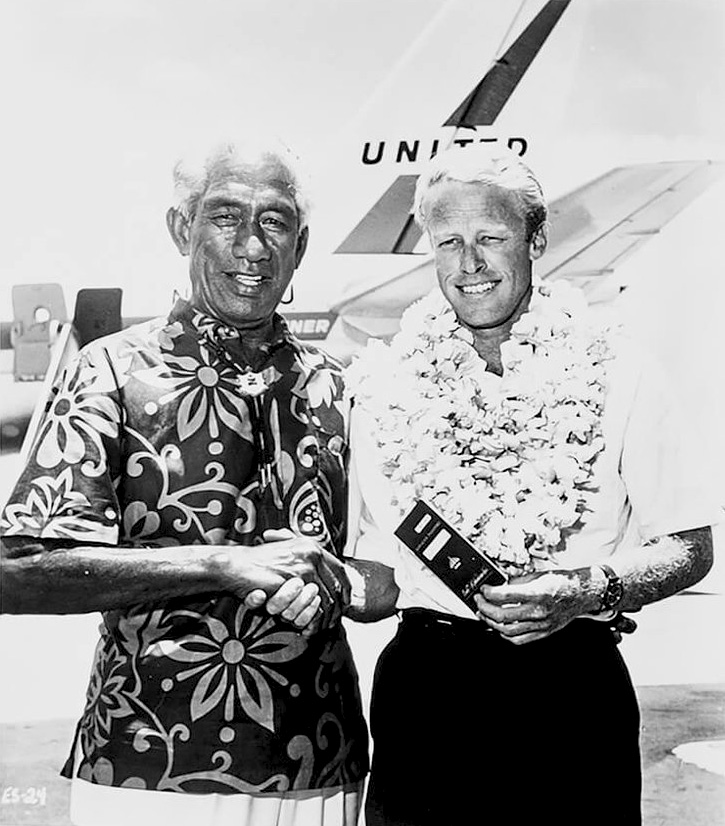
Duke Kahanamoku und Bruce Brown (v. l. n. r.) (1966)

- 1995 John Severson  (Dokumentation)
- 1996 Bud Browne (Filmemacher)
- 1997 Hobie Alter (Surfboard-Entwickler) & Rick Griffin (Designer)
- 1998 Jack O’Neill (Wetsuit-Erfinder)
- 1999 Leroy Grannis (Fotograf)
- 2000 MacGillivray & Jim Freeman (Filmemacher)
- 2001 Simon Anderson (Erfinder der Dreifach-Finne)
- 2002 Steve Pezman (Herausgeber des ersten Surfmagazins The Surfer’s Journal)
- 2003 Larry „Flame“ Moore (Fotograf) & Tom Morey (Bodyboard-Erfinder)
- 2004 Gordon Clark (Surfboard-Entwickler)
- 2005 George Greenough (Filmemacher)
- 2006 Walter & Phillip Hoffman (Wassersportartikel-Hersteller)
- 2007 Bill & Bob Meistrell (Wetsuit-Entwickler)
- 2008 Drew Kampion (Dokumentation)
- 2009 Duke Boyd (Boardshort-Erfinder)
- 2010 Dave Rochlen (Waterman)
- 2011 Dick Dale (Musiker)
- 2012 Sean Collins (Erste Wettervorhersage für Surfer)
- 2013 Jack McCoy (Filmemacher)
- 2014 John Van Hamersveld (Filmplakat-Designer Endless Summer)
- 2015 Dick Graham (Herausgeber des Surfing Magazine)
- 2016 Bob Hurley (Sportartikel-Hersteller)
- 2017 Jim Jenks (Sportartikel-Hersteller)
- 2018 Bob McKnight (Sportartikel-Hersteller)
- 2019 Art Brewer[1] (Fotograf) & Jeff Divine[2] (Fotograf)
- 2020 -
- 2021 Cecil Lear[3] (Waterman) & Lewis “Hoppy” Swarts[4] (Waterman)
- 2022 Honk Band[5] (Musiker)
- 2023 Yvon Chouinard[6] (Sportartikel-Hersteller)
- 2024 Doug Warbrick & Brian Singer (Sportartikel-Hersteller)
- 2025 Al Merrick (Surfboard-Entwickler)